# استدعاء ولي عمرو (فلم)
استدعاء ولي عمرو فيلم رومانسي ، كوميدي مصري من إنتاج سنة 2019. الفيلم من إخراج أحمد البدري، وتأليف محمد سمير مبروك، ومن بطولة حورية فرغلي، ومحمد عز، وسماح أنور، وصبري فواز، ومحمد لطفي.

## ملخص القصة
- تدور الأحداث حول طفل اسمه عمرو، تقوم ناظرة المدرسة باستدعاء ولي أمره بسبب المشاكل التي يتسبب فيها، لكن من ناحية أخرى يعاني والده راغب من مشاكل مع والدته سارة، التي طلبت منه استعادة ذكريات حبهم عن طريق تجميع طلاب فصلهم في مرحلة الثانوية العامة.

## طاقم التمثيل
- حورية فرغلي
- محمد عز
- سماح أنور
- صبري فواز
- محمد لطفي
- إيمان السيد
- إنتصار
- مي كساب
- عمر أبو النجا
- باكينام
- ندى بهجت
- محمد يونس
- حمادة الليثي
- كلوديا حنا
- فارس عامر

## الإنتاج
- كتب محمد سمير مبروك قصة الفيلم، وكان الفيلم من إخراج أحمد البدري. المنتج وائل عامر...